# Eleições legislativas portuguesas de 1976 no distrito de Braga
| Eleições legislativas portuguesas de 1976 Distritos: Aveiro \| Beja \| Braga \| Bragança \| Castelo Branco \| Coimbra \| Évora \| Faro \| Guarda \| Leiria \| Lisboa \| Portalegre \| Porto \| Santarém \| Setúbal \| Viana do Castelo \| Vila Real \| Viseu \| Açores \| Madeira \| Estrangeiro |

## Resultados por Concelho
Os resultados nos concelhos do Distrito de Braga foram os seguintes:

### Amares
| Partido                 | Partido                     | Votos | %               |
| ----------------------- | --------------------------- | ----- | --------------- |
|                         | Centro Democrático Social   | 2 985 | 37,21 / 100,00  |
|                         | Partido Popular Democrático | 2 396 | 29,87 / 100,00  |
|                         | Partido Socialista          | 1 764 | 21,99 / 100,00  |
|                         | Partido Comunista Português | 102   | 1,27 / 100,00   |
|                         | Outros                      | 332   | 4,14 / 100,00   |
| Votos Inválidos         | Votos Inválidos             | 442   | 5,51 / 100,00   |
| Total                   | Total                       | 8 021 | 100,00 / 100,00 |
| Eleitorado/Participação | Eleitorado/Participação     | 9 610 | 83,47 / 100,00  |

### Barcelos
| Partido                 | Partido                     | Votos  | %               |
| ----------------------- | --------------------------- | ------ | --------------- |
|                         | Partido Popular Democrático | 21 215 | 43,13 / 100,00  |
|                         | Partido Socialista          | 11 466 | 23,31 / 100,00  |
|                         | Centro Democrático Social   | 10 580 | 21,51 / 100,00  |
|                         | Partido Comunista Português | 1 352  | 2,75 / 100,00   |
|                         | União Democrática Popular   | 556    | 1,13 / 100,00   |
|                         | Outros                      | 1 599  | 3,26 / 100,00   |
| Votos Inválidos         | Votos Inválidos             | 2 416  | 4,91 / 100,00   |
| Total                   | Total                       | 49 184 | 100,00 / 100,00 |
| Eleitorado/Participação | Eleitorado/Participação     | 55 401 | 88,78 / 100,00  |

### Braga
| Partido                 | Partido                     | Votos  | %               |
| ----------------------- | --------------------------- | ------ | --------------- |
|                         | Partido Socialista          | 22 273 | 37,51 / 100,00  |
|                         | Centro Democrático Social   | 15 871 | 26,73 / 100,00  |
|                         | Partido Popular Democrático | 11 519 | 19,40 / 100,00  |
|                         | Partido Comunista Português | 3 642  | 6,13 / 100,00   |
|                         | União Democrática Popular   | 875    | 1,47 / 100,00   |
|                         | Outros                      | 2 036  | 3,43 / 100,00   |
| Votos Inválidos         | Votos Inválidos             | 3 160  | 5,32 / 100,00   |
| Total                   | Total                       | 59 376 | 100,00 / 100,00 |
| Eleitorado/Participação | Eleitorado/Participação     | 66 761 | 88,94 / 100,00  |

### Cabeceiras de Basto
| Partido                 | Partido                     | Votos  | %               |
| ----------------------- | --------------------------- | ------ | --------------- |
|                         | Partido Popular Democrático | 3 737  | 40,99 / 100,00  |
|                         | Centro Democrático Social   | 2 621  | 28,75 / 100,00  |
|                         | Partido Socialista          | 1 566  | 17,18 / 100,00  |
|                         | Partido Comunista Português | 131    | 1,44 / 100,00   |
|                         | Frente Socialista Popular   | 98     | 1,08 / 100,00   |
|                         | Outros                      | 408    | 4,49 / 100,00   |
| Votos Inválidos         | Votos Inválidos             | 555    | 6,09 / 100,00   |
| Total                   | Total                       | 9 116  | 100,00 / 100,00 |
| Eleitorado/Participação | Eleitorado/Participação     | 12 587 | 72,42 / 100,00  |

### Celorico de Basto
| Partido                 | Partido                     | Votos  | %               |
| ----------------------- | --------------------------- | ------ | --------------- |
|                         | Centro Democrático Social   | 4 367  | 40,70 / 100,00  |
|                         | Partido Popular Democrático | 2 417  | 22,53 / 100,00  |
|                         | Partido Socialista          | 2 278  | 21,23 / 100,00  |
|                         | Partido Comunista Português | 176    | 1,64 / 100,00   |
|                         | Frente Socialista Popular   | 148    | 1,38 / 100,00   |
|                         | União Democrática Popular   | 137    | 1,28 / 100,00   |
|                         | Outros                      | 350    | 3,26 / 100,00   |
| Votos Inválidos         | Votos Inválidos             | 857    | 7,99 / 100,00   |
| Total                   | Total                       | 10 730 | 100,00 / 100,00 |
| Eleitorado/Participação | Eleitorado/Participação     | 13 267 | 80,88 / 100,00  |

### Esposende
| Partido                 | Partido                     | Votos  | %               |
| ----------------------- | --------------------------- | ------ | --------------- |
|                         | Centro Democrático Social   | 4 529  | 35,37 / 100,00  |
|                         | Partido Popular Democrático | 4 356  | 34,02 / 100,00  |
|                         | Partido Socialista          | 2 375  | 18,55 / 100,00  |
|                         | Partido Comunista Português | 378    | 2,95 / 100,00   |
|                         | Outros                      | 495    | 3,87 / 100,00   |
| Votos Inválidos         | Votos Inválidos             | 672    | 5,25 / 100,00   |
| Total                   | Total                       | 12 805 | 100,00 / 100,00 |
| Eleitorado/Participação | Eleitorado/Participação     | 15 101 | 84,80 / 100,00  |

### Fafe
| Partido                 | Partido                     | Votos  | %               |
| ----------------------- | --------------------------- | ------ | --------------- |
|                         | Partido Socialista          | 8 713  | 37,97 / 100,00  |
|                         | Partido Popular Democrático | 6 161  | 26,85 / 100,00  |
|                         | Centro Democrático Social   | 4 803  | 20,93 / 100,00  |
|                         | Partido Comunista Português | 1 037  | 4,52 / 100,00   |
|                         | Frente Socialista Popular   | 236    | 1,03 / 100,00   |
|                         | Outros                      | 892    | 3,88 / 100,00   |
| Votos Inválidos         | Votos Inválidos             | 1 105  | 4,81 / 100,00   |
| Total                   | Total                       | 22 947 | 100,00 / 100,00 |
| Eleitorado/Participação | Eleitorado/Participação     | 26 582 | 86,33 / 100,00  |

### Guimarães
| Partido                 | Partido                     | Votos  | %               |
| ----------------------- | --------------------------- | ------ | --------------- |
|                         | Partido Socialista          | 30 815 | 44,36 / 100,00  |
|                         | Centro Democrático Social   | 14 282 | 20,56 / 100,00  |
|                         | Partido Popular Democrático | 13 755 | 19,80 / 100,00  |
|                         | Partido Comunista Português | 3 855  | 5,55 / 100,00   |
|                         | União Democrática Popular   | 750    | 1,08 / 100,00   |
|                         | Outros                      | 2 362  | 3,40 / 100,00   |
| Votos Inválidos         | Votos Inválidos             | 3 647  | 5,25 / 100,00   |
| Total                   | Total                       | 69 466 | 100,00 / 100,00 |
| Eleitorado/Participação | Eleitorado/Participação     | 75 629 | 91,85 / 100,00  |

### Póvoa de Lanhoso
| Partido                 | Partido                     | Votos  | %               |
| ----------------------- | --------------------------- | ------ | --------------- |
|                         | Partido Popular Democrático | 3 807  | 39,36 / 100,00  |
|                         | Centro Democrático Social   | 2 359  | 24,39 / 100,00  |
|                         | Partido Socialista          | 2 173  | 22,46 / 100,00  |
|                         | Partido Comunista Português | 196    | 2,03 / 100,00   |
|                         | Outros                      | 446    | 4,62 / 100,00   |
| Votos Inválidos         | Votos Inválidos             | 692    | 7,16 / 100,00   |
| Total                   | Total                       | 9 673  | 100,00 / 100,00 |
| Eleitorado/Participação | Eleitorado/Participação     | 11 420 | 84,70 / 100,00  |

### Terras de Bouro
| Partido                 | Partido                     | Votos | %               |
| ----------------------- | --------------------------- | ----- | --------------- |
|                         | Partido Popular Democrático | 2 378 | 45,54 / 100,00  |
|                         | Centro Democrático Social   | 1 133 | 21,70 / 100,00  |
|                         | Partido Socialista          | 1 068 | 20,45 / 100,00  |
|                         | Partido Comunista Português | 137   | 2,62 / 100,00   |
|                         | Partido Popular Monárquico  | 64    | 1,23 / 100,00   |
|                         | Outros                      | 202   | 3,87 / 100,00   |
| Votos Inválidos         | Votos Inválidos             | 240   | 4,59 / 100,00   |
| Total                   | Total                       | 5 222 | 100,00 / 100,00 |
| Eleitorado/Participação | Eleitorado/Participação     | 6 310 | 82,76 / 100,00  |

### Vieira do Minho
| Partido                 | Partido                     | Votos  | %               |
| ----------------------- | --------------------------- | ------ | --------------- |
|                         | Partido Popular Democrático | 2 860  | 35,98 / 100,00  |
|                         | Partido Socialista          | 1 696  | 21,34 / 100,00  |
|                         | Centro Democrático Social   | 1 626  | 20,46 / 100,00  |
|                         | Partido Comunista Português | 243    | 3,06 / 100,00   |
|                         | Partido Popular Monárquico  | 137    | 1,72 / 100,00   |
|                         | Frente Socialista Popular   | 87     | 1,09 / 100,00   |
|                         | União Democrática Popular   | 85     | 1,07 / 100,00   |
|                         | Outros                      | 259    | 3,26 / 100,00   |
| Votos Inválidos         | Votos Inválidos             | 955    | 12,01 / 100,00  |
| Total                   | Total                       | 7 948  | 100,00 / 100,00 |
| Eleitorado/Participação | Eleitorado/Participação     | 10 163 | 78,21 / 100,00  |

### Vila Nova de Famalicão
| Partido                 | Partido                     | Votos  | %               |
| ----------------------- | --------------------------- | ------ | --------------- |
|                         | Partido Socialista          | 18 725 | 35,44 / 100,00  |
|                         | Partido Popular Democrático | 15 923 | 30,14 / 100,00  |
|                         | Centro Democrático Social   | 12 129 | 22,96 / 100,00  |
|                         | Partido Comunista Português | 2 272  | 4,30 / 100,00   |
|                         | Outros                      | 1 858  | 3,53 / 100,00   |
| Votos Inválidos         | Votos Inválidos             | 1 922  | 3,64 / 100,00   |
| Total                   | Total                       | 52 829 | 100,00 / 100,00 |
| Eleitorado/Participação | Eleitorado/Participação     | 57 010 | 92,67 / 100,00  |

### Vila Verde
| Partido                 | Partido                     | Votos  | %               |
| ----------------------- | --------------------------- | ------ | --------------- |
|                         | Centro Democrático Social   | 7 975  | 39,79 / 100,00  |
|                         | Partido Popular Democrático | 6 213  | 31,00 / 100,00  |
|                         | Partido Socialista          | 3 380  | 16,87 / 100,00  |
|                         | Partido Popular Monárquico  | 232    | 1,16 / 100,00   |
|                         | Partido Comunista Português | 223    | 1,11 / 100,00   |
|                         | Frente Socialista Popular   | 219    | 1,09 / 100,00   |
|                         | Outros                      | 579    | 2,88 / 100,00   |
| Votos Inválidos         | Votos Inválidos             | 1 220  | 6,09 / 100,00   |
| Total                   | Total                       | 20 041 | 100,00 / 100,00 |
| Eleitorado/Participação | Eleitorado/Participação     | 24 590 | 81,50 / 100,00  |